# Certificado de Área de Atuação em Neonatologia
Certificado de Área de Atuação de Neonatologia (frequentemente abreviado como TEN) é um documento emitido pela Associação Médica Brasileira em conjunto com a Sociedade Brasileira de Pediatria que atesta o profissional médico quanto ao conhecimento técnico nessa área de atuação. Confere ainda ao portador o direito de a ela se vincular e divulgar, após devido registro no seu respectivo Conselho Regional de Medicina.
Para obter o certificado, é necessário que o médico seja aprovado em um concurso promovido anualmente por aquelas instituições, o qual tem como pré-requisito o Título de Especialista em Pediatria. O concurso é composto por uma fase preliminar de análise de currículo, uma primeira fase de exame teórico e uma segunda fase de exame teórico-prático.
O certificado é emitido pelas duas instituições em conjunto, conforme Resolução CFM Nº 1.634 de 2002 (e alterações posteriores) e é vitalício, não exigindo revalidação, nos termos da Resolução CFM Nº 1.984 de 2012.